# Aqua Timez sing along SINGLES tour 2015 〜シングル18曲一本勝負プラスα〜日本武道館
『Aqua Timez sing along SINGLES tour 2015 〜シングル18曲一本勝負プラスα〜日本武道館』（アクアタイムズ・シンガロング・シングルス・ツアー ニセンジュウゴ・シングルイッポンショウブプラスアルファ・ニッポンブドウカン）はAqua Timezの6枚目のライブ映像ディスク（DVD・Blu-ray Disc）。2015年12月23日発売。発売元はエピックレコードジャパン。

## 概要
- 2015年のコンサートツアー『sing along SINGLES tour 2015』の特別公演となった 08月16日の日本武道館でのライブ映像を収録している。
- 本公演はデビュー10周年ということもあり、オープニング、STAY GOLDの後、エンディングに10周年を振り返るムービーが流れた。
- 本作品はDISC1、DISC2に分かれており、DISC1はオープニングムービー - 絵はがきの春、DISC2はGRAVITY Ø - エンディングムービーとなっている。
- DISC2には特典映像として、公演前に行われた「Aqua Timezクイズ」が収録されている。

## 収録曲

### DVD

#### DISC1
1. 等身大のラブソング
2. 決意の朝に
3. 千の夜をこえて
4. しおり
5. ALONES
6. 小さな掌
7. 虹
8. 夏のかけら
9. Velonica
10. STAY GOLD
11. プルメリア 〜花唄〜
12. 絵はがきの春

#### DISC2
1. GRAVITY Ø
2. 真夜中のオーケストラ
3. MASK
4. つぼみ
5. エデン
6. 生きて
7. 最後までII
8. 真夜中のオーケストラ(アカペラver.)
9. 向日葵
10. さくら道
11. シンガロング

### Blu-ray

#### DISC1
1. 等身大のラブソング
2. 決意の朝に
3. 千の夜をこえて
4. しおり
5. ALONES
6. 小さな掌
7. 虹
8. 夏のかけら
9. Velonica
10. STAY GOLD
11. プルメリア 〜花唄〜
12. 絵はがきの春
13. GRAVITY Ø
14. 真夜中のオーケストラ
15. MASK
16. つぼみ
17. エデン
18. 生きて
19. 最後までII
20. 真夜中のオーケストラ(アカペラver.)
21. 向日葵
22. さくら道
23. シンガロング